# Chōkō Ikuta
Pour les articles homonymes, voir Ikuta.
Chōkō Ikuta (生田 長江), 21 avril 1881 - 1er novembre 1936, est un critique littéraire et traducteur japonais.
Avec ses traductions d’œuvres de Nietzsche (Ainsi parlait Zarathoustra),  Gabriele D’Annunzio (Le Triomphe de la mort), Dante (la Divine Comédie), Karl Marx et Gustave Flaubert, Ikuta s'impose comme un traducteur japonais majeur du début du XXe siècle. En tant que promoteur du mouvement féministe émergent, il dirige avec la poétesse Akiko Yosano et les écrivains Kochō Baba et Sōhei Morita un cercle littéraire pour femmes (Keishū  Bungakkai).

## Source de la traduction
- (de) Cet article est partiellement ou en totalité issu de l’article de Wikipédia en allemand intitulé « Ikuta Chōkō » (voir la liste des auteurs).
- Notices d'autorité :   - VIAF
  - ISNI
  - BnF (données)
  - IdRef
  - LCCN
  - GND
  - Japon
  - CiNii
  - Pays-Bas
  - Israël
  - WorldCat